# Antonio Morandi
Antonio Morandi, detto Il Terribilia (Bologna, 1508 – Bologna, 1568), è stato un architetto italiano.
Figlio di Bernardino, costruttore, aveva un fratello, Giovanni, e una sorella di cui non ci è giunto il nome. Costei sposò Palamede Marani da cui ebbe due figli, Francesco e Paolo, entrambi a loro volta soprannominati "Il Terribilia". In particolare Francesco lavorò con lo zio e ne seguì le orme.

## Biografia
Antonio Morandi intraprese fin da giovane l'attività del padre: le prime informazioni riguardo alla sua opera risalgono al 1532, quando insieme con il fratello svolse dei piccoli lavori per i domenicani.
Nel 1535 incominciò una grossa opera di rifacimento della chiesa di San Procolo che proseguì, con degli intervalli, fino al 1557. Collaborando con Andrea da Formigine e Domenico Tibaldi, in questo lasso di tempo Antonio allungò la chiesa, costruì la cappella dei Ss. Procoli ed eresse il campanile.

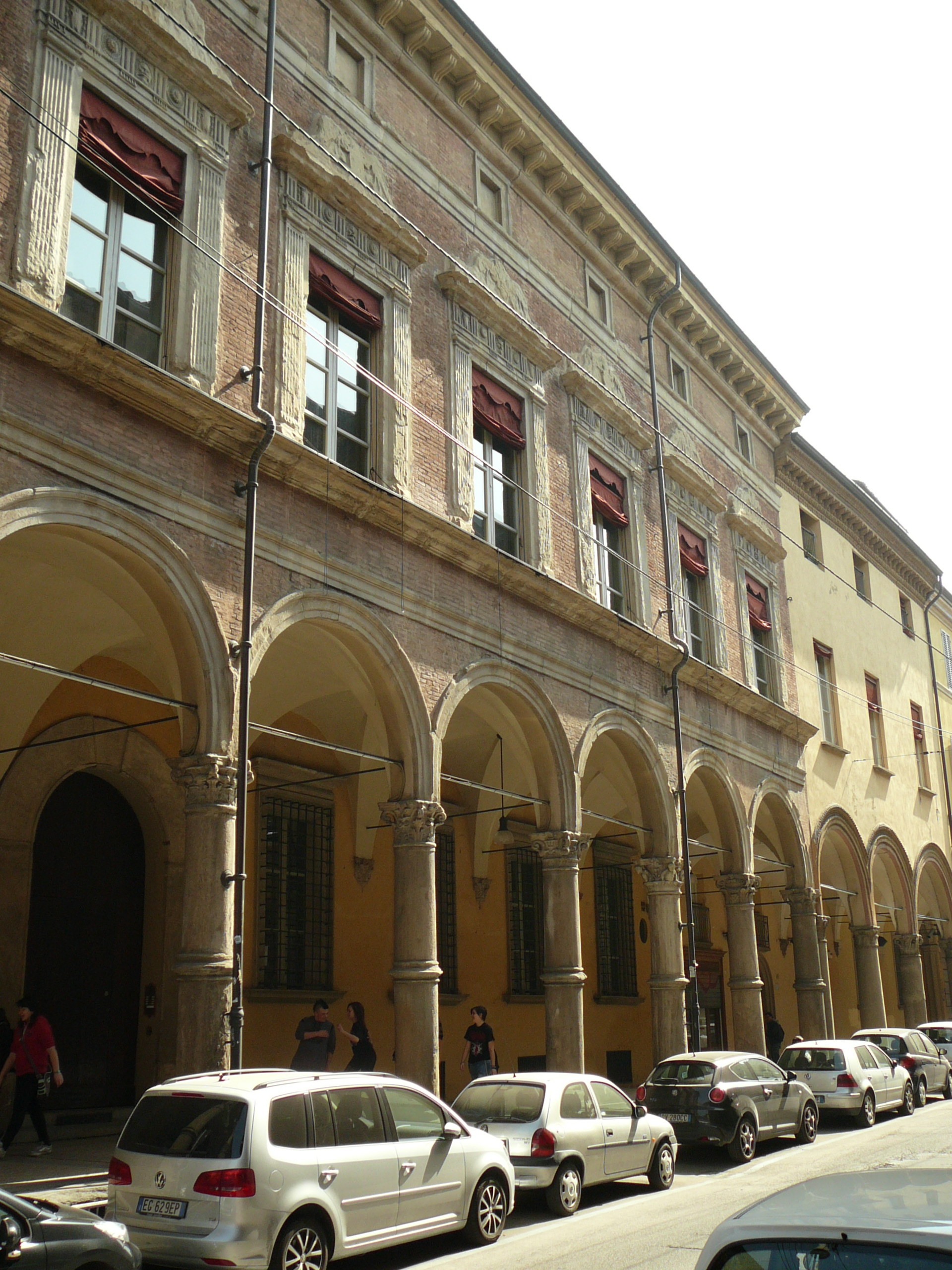
La facciata di palazzo Bonasoni

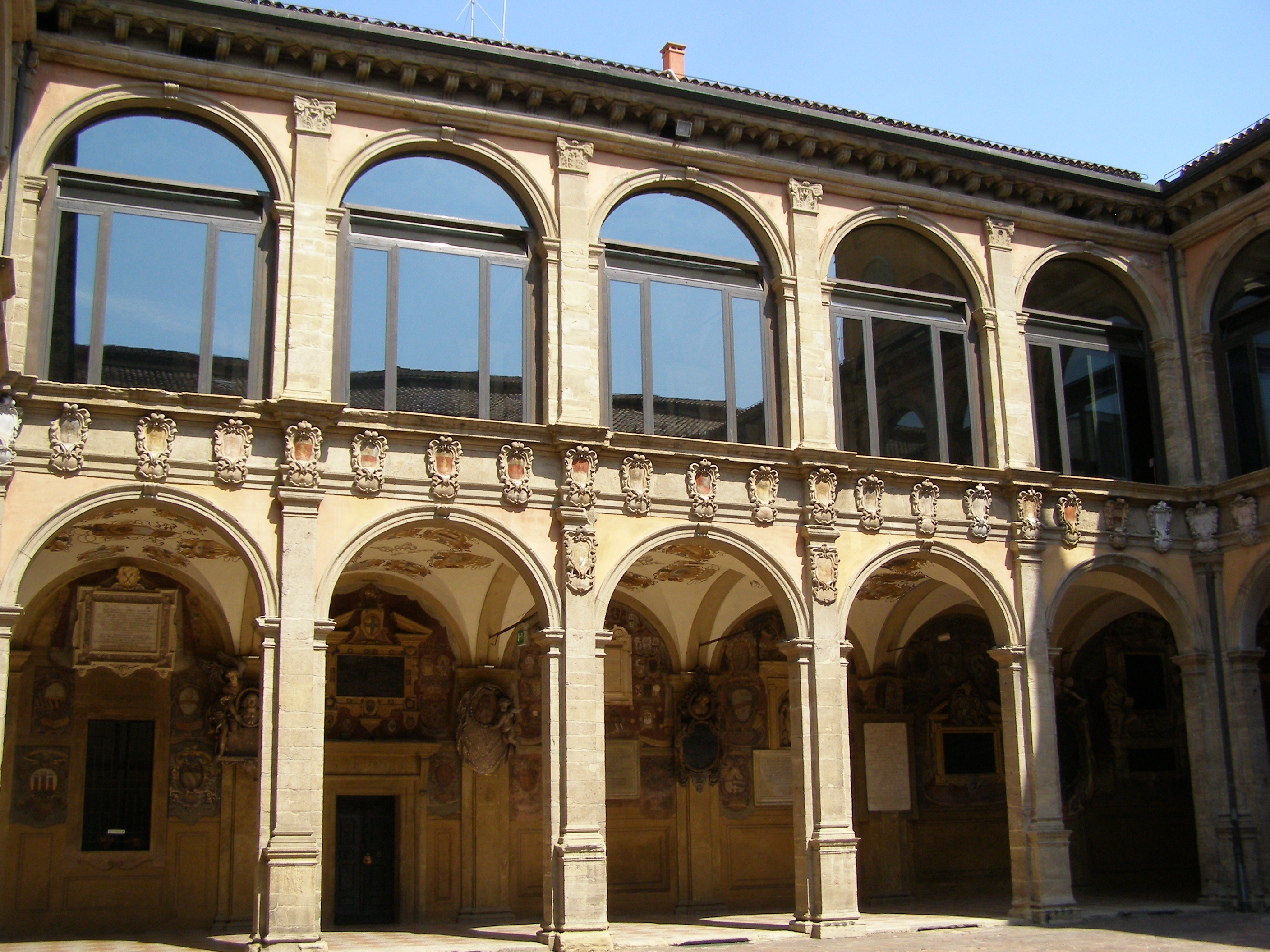
Il cortile interno dell'Archiginnasio

Dopo un periodo passato nel cantiere del duomo di Milano, nel 1542 tornò a Bologna dove costruì la nuova ala del convento dei domenicani, insieme con il fratello e il nipote Francesco. Come richiesto dal committente, seguì un progetto precedente non suo del 1515 che riproponeva la struttura del convento di Reggio Emilia.
Contemporaneamente lavorò al monastero di San Giovanni in Monte, dove costruì i due chiostri, un dormitorio e altre opere accessorie (1543-44). Nella struttura del chiostro s'intravede l'influenza di Giulio Romano, con il quale Antonio Morandi collaborò per la costruzione di palazzo Bocchi (1543-50).
Seguirono altri palazzi nobiliari come il palazzo Orsi in via San Vitale (1560-64) e il palazzo Bonasoni (1550-56) in via Galliera. Dalla peculiare decorazione delle cimase delle finestre dei due palazzi con motivi araldici e zoomorfi, che il Vasari chiamava "terribilità", deriva probabilmente il suo soprannome.
Nel 1549 fu nominato "ingegnero" della fabbrica di San Petronio, incarico che mantenne fino alla morte, a testimonianza della grande fama raggiunta. Proprio nell'ambito di questa carica, nel 1556 gli fu affidato il completamento del rivestimento marmoreo esterno della basilica rimasto incompiuto. L'opera andò avanti a rilento e finì per arrestarsi nel 1568 quando si era appena raggiunto il secondo ordine di lastre.
Nel 1551 fu incaricato di costruire nella basilica di San Domenico la cappella Pepoli. Al contrario degli incarichi precedenti per i domenicani, questa volta a Morandi non furono posti vincoli cosicché poté esprimere liberamente la sua creatività.
Nel 1556 fu anche nominato perito di parte per valutare gli edifici che avrebbero fatto parte del ghetto ebraico della città, in modo da poterne stabilirne gli affitti.
Nel 1562 fu incaricato di ricostruire la cupola della basilica di San Giacomo Maggiore, crollata per le intemperie. Nello stesso anno cominciò a dirigere i lavori di costruzione dell'Archiginnasio e nel 1565 effettuò alcuni interventi nell'Ospedale della Morte.
Nel 1568 morì a Bologna e fu sepolto nella cappella Ghislieri della basilica di San Domenico.